# Portada/efemèride desembre 17
Rosita Hernáez amb el seu marit Josep Santpere.
« 16 de desembre · 17 de desembre · 18 de desembre »